# Markus Kutter
Markus Kutter (Beggingen, 9 de outubro de 1925 — Basileia, 26 de julho de 2005) foi um historiador, propagandista, publicista, roteirista e político suíço.

## Biografia
Kutter estudou na escola humanista de Basileia, e em Paris, Genebra e Roma. Doutorou-se em 1954 com uma tese sobre o fugitivo religioso Célio Secondo Curione.
Em 1953 Kutter assumiu na Basiléia o posto de redator da empresa química Geigy, onde ele construiu e dirigiu uma seção de informação. No ano de 1959 fundou junto com Karl Gerstner a agência de propaganda Gerstner + Kutter, em 1962 passa a fazer parte também Paul Gredinger GGK (Gerstner, Gredinger & Kutter). A empresa chama atenção além da Suíça, com algumas de suas campanhas publicitárias. Na GGK que chamava atenção internacionalmente desde a metade da década de 1960 ele ficou até o ano de 1975, quando ele vendeu sua parte para Gredinger. Logo a seguir ele trabalha como conselheiro de empresarial, e no final da década de 1970 ele foi por um curto tempo diretor designado para a Exposição Nacional de Jardinagem Grün 80. Ele ocupou-se com rádios locais médias, videotexto e discos de vídeo; em 1983 funda a Alphaville AG, agência de publicidade com sede na cidade de Basileia.
Kutter foi mais do que um famoso cidadão de Basileia e publicista suíço, pois colaborou com jornais e com outras ocupações – transformou sua experiência de vida em obras literárias ficcionais e de não-ficção. Em 1955 Kutter lançou junto com Max Frisch e Lucien Burkhardt seu célebre livro achtung: die Schweiz (atenção: a Suíça). Nesta obra ele propôs que se renunciasse ao Expo 64 e se construisse uma cidade modelo, o que não foi aceito. Nas suas obras seguintes a cidade de Basileia e a história da Suíça estavam no centro, em especial da Confederação Helvética até a fundação do Estado Suíço. Neste contexto ele fundou em 1989 Peter Ochs Gesellshaft. 
Kutter representou o partido da liberal-democracia (Liberal-demokratische Partei) de 1992 a 1997 no Grande Conselho de Basileia, no parlamento cantão. Em 2002 ele foi eleito para o conselho constituinte que no outono de 2005 apresenta para votação a nova constituição do cantão para a população. Kutter foi também iniciador de uma iniciativa popular para unificação dos cantões Basileia-Cidade e Basileia-Campo, união que está suspensa desde 1833. 

## Prêmios
- 1983 Ernst-Schneider-Preis das Câmaras de Indústria e Comércio da Alemanha

## Obras (seleção)
- Naeman. Ein Mann der Form, Vineta Verlag Basel, 1950
- Der arme Jacques von Bourbon, Handschin Basel, 1951
- Celio Secondo Curione. Leben und Werk, Dissertation, Helbing & Lichtenhahn Basel, 1955
- achtung: die Schweiz. Ein Gespräch zwischen L. Burckhardt, M. Frisch und M. Kutter, Handschin Basel, 1955
- Wir selber bauen unsere Stadt, zusammen mit L. Burckhardt, Handschin Basel, 1956
- Die neue Stadt. Beiträge zur Diskussion von L. Burckhardt, M. Frisch, M. Kutter, Handschin Basel, 1956
- Schiff nach Europa. Synthetischer Roman, Verlag A. Verlag_Niggli_AG|Niggli Teufen, 1957
- Inventar mit 35, Verlag A. Niggli Teufen, 1961
- Sachen und Privatsachen. Notizen aus dem Standort Schweiz, Walter Olten, 1964
- Abschied von der Werbung, Verlag A. Niggli_AG Teufen, 1976
- Vorwärts zur Natur - was damit gemeint? Verlag A. Niggli Teufen, 1978
- Werbung in der Schweiz, Ringier Zofingen, 1983
- Die Basler vor 200 Jahren. Einleitung und Herausgabe eines Textes von Christian Cajus Lorenz Hirschfeld samt Einleitung, Nachtmaschine Basel, 1985
- Kopfgeburt einer Nation: Das Dreieckland, Wiese Verlag, 1988
- Vom Mediensalat zur Dialoggesellschaft, Reinhardt Verlag Basel, 1989
- Anlässe und Anstösse. Wieder eingesammelte Aufsätze und Texte, Reinhardt Verlag Basel, 1990
- Edelweiss und bunte Smarties. Neue Schlager für die 700-jährige Eidgenossenschaft, Reinhardt Verlag Basel, 1991
- Europa - Stelldichein am Oberrhein, Basler Zeitung Basel, 1991
- Die Schweizer und die Deutschen, Ammann Verlag Zürich, 1995
- Der Anfang der modernen Schweiz, Ammann Verlag Zürich, 1996
- Doch dann regiert das Volk. Ein Schweizer Beitrag zur Theorie der direkten Demokratie, Ammann Verlag Zürich, 1996
- Eine Schweiz von Napoleons Gnaden, Christoph Merian Verlag Basel, 1997
- Die Schweiz von vorgestern, Christoph Merian Verlag Basel, 1997
- Jetzt wird die Schweiz ein Bundesstaat, Christoph Merian Verlag Basel, 1998
- Die lange Legislaturperiode - Ein Tagebuch aus dem Grossen Rat Basel-Stadt, 1998
- Der modernen Schweiz entgegen, Christoph Merian Verlag, 1998, ISBN 3-85616-082-5
- Die Schweiz im 20. Jahrhundert (Sonderdruck der Basler Zeitung im Zeitungsformat), 2001
- Mit Frauen ein Theater bauen, Nachtmaschine Basel, 2002
- Ortstermin - Gedichte, Verlag Nachtmaschine, 2005, ISBN 3-85816-108-x

(Obs.: Nenhum dos seus livros ainda foi traduzido para o português.)